# Václav Neumann
Václav Neumann (* 29. September 1920 in Prag; † 2. September 1995 in Wien) war ein tschechischer Dirigent, Violinist und Bratschist.

## Leben

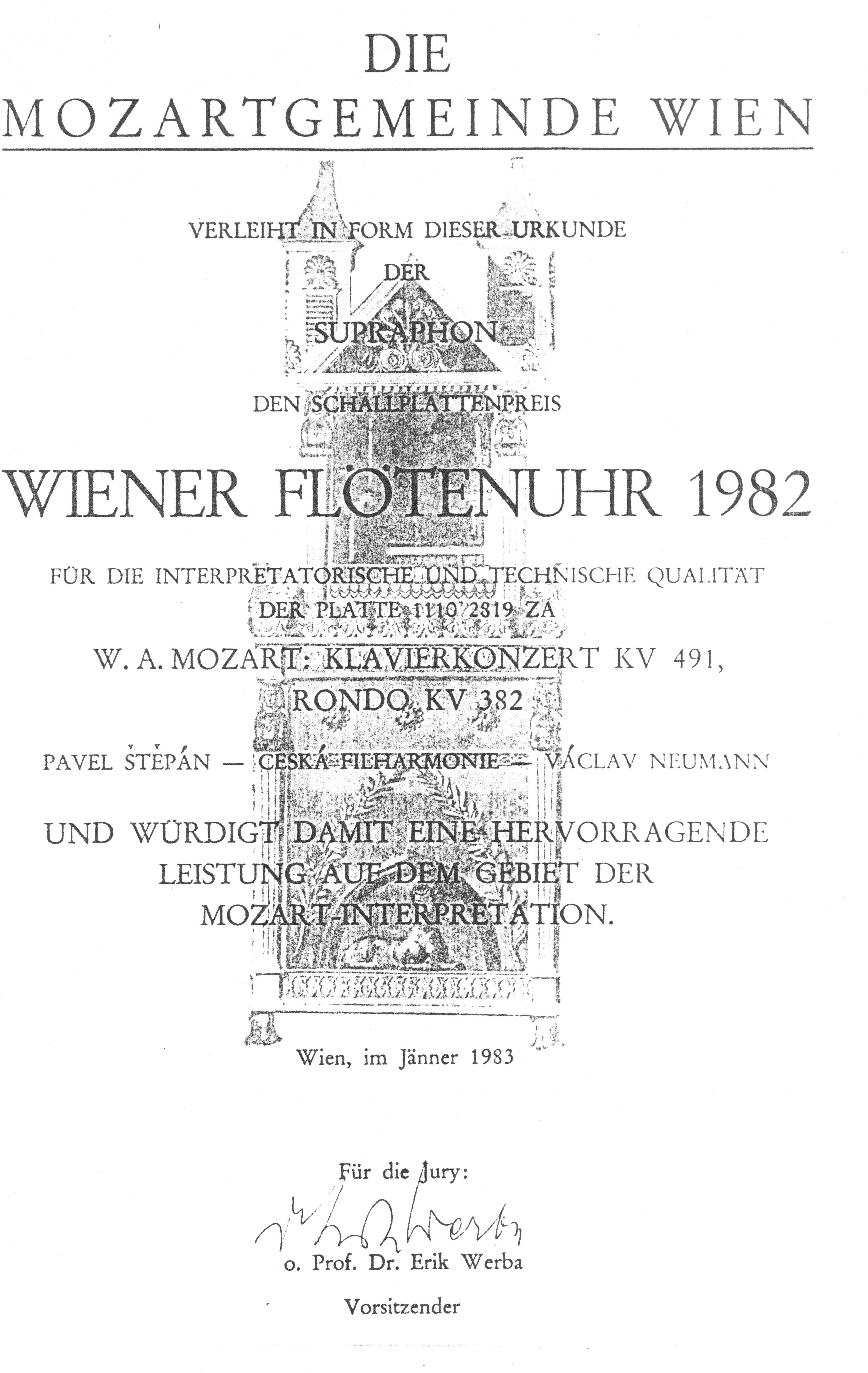
Wiener Flötenuhr 1982, Pavel Štěpán, Václav Neumann, Tschechische Philharmonie

Neumann studierte am Prager Konservatorium. Er war Mitgründer und Erster Geiger des Smetana-Quartett, bevor er seinen ersten Posten als Dirigent in Karlsbad und Brünn annahm. 1956 wurde er Dirigent an der Komischen Oper in Berlin. 1964 wurde er Dirigent des Gewandhausorchesters in Leipzig. In dieser Funktion blieb er bis 1968, als er aus Protest gegen den Einmarsch der Armeen des Warschauer Pakts in die ČSSR seine Ämter in Leipzig niederlegte und erster Dirigent der Tschechischen Philharmonie wurde. Dies blieb er bis 1990.
Zum Abschluss seiner Karriere erlebte er nicht nur die samtene Revolution in Prag, sondern wurde auch deren künstlerisches Aushängeschild. In Zusammenarbeit mit dem Bürgerrechtsforum OF (Občanské fórum) wurde zur Feier der Revolution ein Festkonzert mit der 9. Sinfonie von Ludwig van Beethoven veranstaltet, das Neumann selbst dirigierte. Außerdem war er von 1970 bis 1972 Generalmusikdirektor der Oper Stuttgart. Neumann war Träger des Nationalpreises der DDR.
Er galt als hervorragender Interpret der Werke von Leoš Janáček, Gustav Mahler und Antonín Dvořák sowie der neueren tschechischen Musik (Josef Suk, Bohuslav Martinů u. a.). Die Internationale Gustav Mahler Gesellschaft Wien verlieh ihm 1982 die goldene Mahler-Medaille.
Neumann war international als Spezialist für klassische tschechische Musik bekannt und nahm unter anderem Leoš Janáčeks Oper Die Ausflüge des Herrn Brouček 1962 erstmals auf.

## Lehre
Neumann lehrte Orchesterleitung an der Akademie der musischen Künste in Prag (Akademie múzických umění v Praze), wo seine Schüler unter anderem Oliver von Dohnányi und Vítězslav Podrazil waren.

## Darstellung Neumanns in der bildenden Kunst (unvollständig)
- Bernhard Heisig: Vaclav Neumann (Öl, 90 × 76,5 cm, 1973; Museum der bildenden Künste Leipzig)[3]
- Harald Kretzschmar: Vaclav Neumann (Porträtkarikatur, Pinselzeichnung, 1962)[4]